# Каракас (футбольний клуб)
«Кара́кас» (ісп. «Caracas Fútbol Club») — венесуельський футбольний клуб з однойменного міста. Заснований 5 червня 1967 року.

## Досягнення
- Чемпіон (11): 1991-92, 1993-94, 1994-95, 1996-97, 2000-01, 2002-03, 2003-04, 2005-06, 2006-07, 2008-09, 2009-10

- Володар кубка Венесуели (5): 1988, 1994, 1995, 2000, 2009